# Deposizione dalla croce (Barocci)
La Deposizione dalla croce è un dipinto olio su tela (412×232 cm) di Federico Barocci datato 1567 e conservato nella cattedrale di San Lorenzo a Perugia.

## Storia
L'opera venne commissionata al giovane artista urbinate Federico Barocci dal Collegio della Mercanzia di Perugia al fine di essere collocata nella cappella di San Bernardino, di proprietà dello stesso collegio. Il capitano Ranieri Consoli fu infatti inviato a Urbino il 22 novembre del 1567, dove risiedeva il pittore dopo il suo periodo romano, per chiamarlo a realizzare la tela per conto del Nobile Collegio, che intanto finanziò i lavori di ristrutturazione all'intero complesso.
Il compenso pattuito fu pari a 325 scudi complessivi, più altre remunerazioni in natura (grano e vino). Nel 1568 il contratto fu firmato e quindi iniziata l'esecuzione della tela, che sarà completata e collocata sull'altare il 24 dicembre del 1569, dopo due anni di lavoro del Barocci, che intanto potrebbe aver trovato dimora nella città umbra durante tutto il periodo d'esecuzione.
La macchina scenica che ospitava la tela era in origine un complesso marmoreo particolarmente pregevole per monumentalità, composto da 13 sculture, compiuto da Ludovico Scalza e da altre maestranze locali intorni al 1565.
Lo storico e artista Baldassarre Orsini nel 1784 denuncia un malconcio tentativo di restauro della tela (fino ad allora mai avvenuto) di mano ignota che sarebbe avvenuto tra il 1777 e il 1783 e che ne avrebbe alterata l'originaria magnificenza.Fino al 1793 la tela rimase incastonata nell'originario altare marmoreo della cappella di San Bernardino, finché questo non fu smantellato per far consentire lo svolgimento di nuovi lavori di restauro dell'edificio. La tela fu quindi ricollocata in altri spazi del duomo.
Con i lavori di restauro di gusto neoclassico il progetto del nuovo altare che venne scelto dal Nobile Collegio della Mercanzia per ospitare la tela fu quello di Giovanni Cerrini, il quale inizialmente concepì un'opera esclusivamente in marmo, mentre col prosieguo dei lavori questo fu realizzato utilizzando anche il legno.

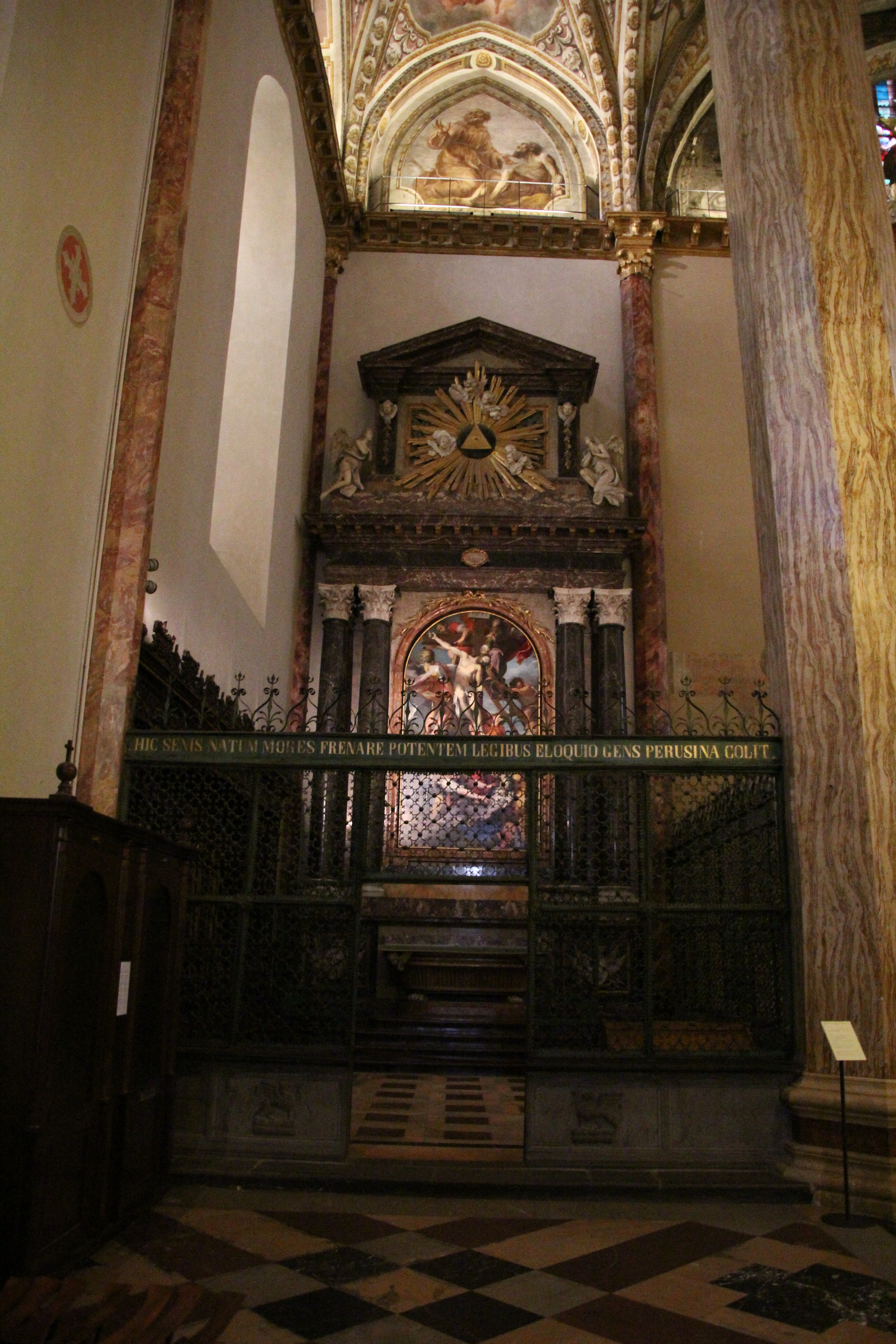
Vista sulla cappella di San Bernardino con l'insieme dell'altare del Cerrini e della tela del Barocci

Il nuovo monumento fu completato nel 1798, ma la tela, valutata 9.000 scudi, tuttavia non fu collocata in situ in quanto già il 24 febbraio dell'anno prima entrò nella lista delle trenta opere cittadine requisite da Jacques Pierre Tinet per un possibile trasferimento nelle collezioni napoleoniche.
La tela fu dunque in Francia nel 1798 ed esposta prima al Louvre, poi a Notre Dame e poi al palazzo delle Tuileries. Tra il 1805 e il 1806 l'opera fu interessata da un intervento di restauro ben eseguito dai francesi che hanno eliminato le anomalie generate da quello anonimo eseguito qualche anno prima a Perugia.
Il 14 dicembre del 1817, grazie all'intercessione di Antonio Canova, la tela rientrò a Perugia; nel 1819 questa viene ricollocata nell'altare del Cerrini, dove tutt'oggi è.

## Descrizione
L'opera si colloca tra le massime espressioni della pittura manierista italiana, connotata da un'accentuata cromia che trova armonia nello sfumato dei colori tra loro, particolarmente preziosi in questo caso, così com'è nello stile del pittore, che vede l'utilizzo di numerose materie, dal blu oltremare naturale, azzurrite, smaltino, con bianco di piombo, al viola con lacca rossa, dal verdi con pigmenti di rame ai giallo di Napoli, dall'ocra ai rossi degli incarnati.
Lo spiccato dinamismo e concitazione della composizione è frutto di un attento studio dalle scena ritratta, da cui il pittore ha eseguito disegni sulla tela delle figure dipinte prima di applicarvi sopra la pittura.
La pala può essere considerata opera d'alto impegno; l'artista cerca un confronto con opere analoghe (Daniele da Volterra a Trinità dei Monti) e si ricollega a una tradizione che risale a Raffaello Sanzio. Un tema del dipinto è la Vergine Maria svenuta ai piedi della croce e soccorsa da un gruppo di altre Marie, che nel loro gettarsi sul corpo della Vergine rimandano al XV secolo e alle tele di Tiziano. Taddeo Zuccari ne ha dato una sua versione tra il 1553 e il 1556 nella chiesa di Santa Maria della Consolazione a Roma.
Nell'opera si intravede l'evoluzione creativa del pittore che punta su una novità di tipo cromatico-strutturale, tramite una costruzione ottenuta per campiture astratte di colore-luce, che fa palpitare le forme. Vi è infatti uno sfaldamento della forma organica e rinascimentale a vantaggio di quella emotiva e dinamica che si ritrova nella composizione.